# Charles W. Field
Charles William Field (Woodford County (Kentucky), 6 april 1828 – 9 april 1892, Washington, D.C.) was een generaal die vocht in de Amerikaanse Burgeroorlog.

## Beginjaren
De ouders van Charles Field waren landbouwers geïmmigreerd vanuit Virginia. Zijn vader was een vriend van  Henry Clay. Op voorspraak van Clay en Andrew Jackson liet president James K. Polk Charles Field toe als cadet aan de United States Military Academy te West Point. Charles Field studeerde in 1849 af als 27e van 43 cadetten.
Hij ging als tweede luitenant bij het 2e regiment dragonders. Hij diende vijf jaar aan de grens in New Mexico, Texas en de Great Plains. In 1855 werd hij eerste luitenant bij het 2e regiment cavalerie onder kolonel Albert Sidney Johnston waar ook Robert E. Lee en andere latere generaals bij waren. In 1856 keerde Chrales Field terug naar West Point als instructeur in cavalerietactiek. In januari 1861 werd hij kapitein.

## Amerikaanse Burgeroorlog
Bij uitbraak van de Amerikaanse Burgeroorlog nam Charles Field op 30 mei 1861 ontslag en reisde hij naar Richmond (Virginia), waar hij zich bij het zuidelijk leger meldde.
Hij richtte een school op voor cavallerie op te leiden te Ashland (Virginia). In juli werd hij majoor bij het 6e regiment cavalerie van Virginia en in november werd hij kolonel.
In maart 1862 werd hij brigadegeneraal en kreeg hij een brigade infanterie van Virginia onder zijn bevel. In de lente van 1862 diende hij in de lichte divisie van A.P. Hill in het Army of Northern Virginia gedurende de veldtocht in de Shenandoahvallei van  Stonewall Jackson.
Field vocht in de Schiereilandveldtocht en raakte in augustus zwaargewond aan zijn been in de  Tweede Slag bij Bull Run. Eerst werd aan amputatie gedacht, maar de dokters konden zijn been redden en na een jaar was hij grotendeels hersteld.
Van mei 1863 tot juli werkte Charles Field op krukken in het ministerie van oorlog als hoofd van de rekrutering. Hij bleef dit nog negen maanden doen.
In februari 1864 ging Field naar Tennessee waar hij zetelde in de krijgsraad tegen generaal Lafayette McLaws. Hij werd bevorderd tot generaal-majoor en kreeg het bevel over de divisie veteranen van voordien John Bell Hood. In de Slag in de Wildernis liep Field twee lichte wondes op, maar hij bleef actief in de Overlandveldtocht met onder meer de Slag bij Spotsylvania Court House. Nadat luitenant-generaal James Longstreet door eigen vuur geraakt was in de Wildernis, nam Field het bevel over het eerste legerkorps op zich, tot generaal-majoor Richard H. Anderson dit overnam. De divisie van Field vocht goed in de Slag bij Cold Harbor en het Beleg van Petersburg. In de namiddag van 16 augustus 1864 in de Slag bij Deep Bottom braken 5000 noordelijken onder brigadegeneraal Alfred Terry door de zuidelijke verdedigingslinie. Field zette een tegenaanval in en kon ze terugdrijven. In april 1865 gaf hij zich met zijn divisie van 5000 man over bij Appomattox Court House.

## Na de oorlog
Na de oorlog deed Field zaken in Maryland en Georgia. In 1875 ging hij op uitnodiging van de khedive Isma'il Pasha naar Egypte om er als kolonel van de genie officieren op te leiden en bouwwerken te leiden. Hij werd er inspecteur-generaal, maar keerde in 1877 terug. Van 1881 tot 1888 werkte hij als ingenieur.

## Militaire loopbaan
- Brevet Second Lieutenant (USA): 1 juli 1849[1]
- Second Lieutenant (USA): 30 juni 1851[1]
- First Lieutenant (USA): 3 maart 1855[1]
- Captain (USA): 31 januari 1861[1]
- Ontslag genomen USA: 30 mei 1861[1]
- Major (CSA): juli 1861
- Colonel (CSA): november 1861
- Brigadier General (CSA): maart 1862
- Major General (CSA): februari 1864
- Colonel (Egypte): 17 juli 1875 tot 31 maart 1877[1]